# Estación de El Emperador
El Emperador fue una estación de ferrocarril situada en el municipio español de Los Yébenes, en la provincia de Toledo. Perteneciente a la línea Madrid-Ciudad Real, tras el cierre de esta las antiguas instalaciones fueron desmanteladas.

## Historia
La estación fue levantada originalmente como parte de la línea Madrid-Ciudad Real, estando emplazada cerca del pequeño núcleo poblacional de El Emperador. Dicha línea fue construida por la Compañía de los Caminos de Hierro de Ciudad Real a Badajoz (CRB) e inaugurada en 1879, si bien un año después pasaría a manos de la compañía MZA. El complejo ferroviario contaba con un sencillo edificio de viajeros de una sola planta, un muelle de carga y varias vías de servicio.
En 1941, con la nacionalización de los ferrocarriles de ancho ibérico, las instalaciones pasaron a manos de RENFE. A comienzos de la década de 1970 las instalaciones fueron reclasificadas como un mero apeadero, sin personal ferroviario. En enero de 1988 se clausuraron las instalaciones y la mayor parte de la línea Madrid-Ciudad Real debido a la construcción del Nuevo Acceso Ferroviario a Andalucía. Tras clausura de la línea las antiguas instalaciones fueron desmanteladas, siendo derribados los edificios y levantada las vías. En las inmediaciones se levantó una subestación eléctrica para la línea de alta velocidad Madrid-Sevilla.